# کلاته فتح‌اللهی
کلاته فتح‌اللهی یک روستا در ایران است که در دهستان مود شهرستان سربیشه واقع شده‌است. کلاته فتح‌اللهی ۶۱ نفر جمعیت دارد.